# Chlorochlamys phyllinaria
Chlorochlamys phyllinaria är en fjärilsart som beskrevs av Philipp Christoph Zeller 1872. Chlorochlamys phyllinaria ingår i släktet Chlorochlamys och familjen mätare. Inga underarter finns listade i Catalogue of Life.